# Steensby Gletscher
Steensby Gletscher är en glaciär i Grönland (Kungariket Danmark). Den ligger i den norra delen av Grönland, 1 900 km norr om huvudstaden Nuuk. Steensby Gletscher ligger 542 meter över havet.
Terrängen runt Steensby Gletscher är huvudsakligen kuperad, men norrut är den platt. Steensby Gletscher ligger nere i en dal.  Trakten runt Steensby Gletscher är nära nog obefolkad, med mindre än två invånare per kvadratkilometer. Det finns inga samhällen i närheten. Trakten runt Steensby Gletscher är permanent täckt av is och snö.